# Diocesi di Docimio
La diocesi di Docimio (in latino Dioecesis Docimensis) è una sede soppressa del patriarcato di Costantinopoli e una sede titolare della Chiesa cattolica.

## Storia
Docimio, identificabile con Içhikarahisar nell'odierna Turchia, è un'antica sede episcopale della provincia romana della Frigia Salutare nella diocesi civile di Asia. Faceva parte del patriarcato di Costantinopoli ed era suffraganea dell'arcidiocesi di Amorio.
Originariamente suffraganea dell'arcidiocesi di Sinnada, nel IX secolo entrò a far parte della nuova sede metropolitana di Amorio. La diocesi è documentata nelle Notitiae Episcopatuum del patriarcato di Costantinopoli fino al XII secolo.
Diversi sono i vescovi conosciuti di questa antica diocesi. Antonio prese parte al conciliabolo di Filippopoli del 343/344, assieme ai vescovi orientali che avevano abbandonato il concilio di Sardica.
Eustazio prese parte al concilio di Efeso nel 431, durante il quale ebbe un ruolo di una certa importanza, quando fece parte di una delegazione inviata per ordinare a Giovanni di Antiochia di comparire davanti all'assemblea conciliare. Michel Le Quien, e tutti gli autori che dipendono da lui, confondono questo vescovo con il successivo Eustochio, per una certa similitudine nel nome, decisamente esclusa dagli editori degli Acta Conciliorum Oecumenicorum.
Eustochio è documentato in diverse occasioni nell'affare relativo al monaco Eutiche: prese parte al sinodo permanente di Costantinopoli di novembre 448 dove Eutiche subì una prima condanna; fu presente nel battistero della cattedrale di Santa Sofia l'8 aprile 449, quando Teodosio II impose la revisione del processo a Eutiche; partecipò anche a questo secondo sinodo del mese di aprile 449, dove fu confermata la condanna di Eutiche; infine prese parte al concilio di Calcedonia del 451.
Due iscrizioni funerarie, databili al V o VI secolo, scoperte nei pressi di Içhikarahisar, riportano i nomi dei vescovi Massimione e Giovanni. Leone fu tra i padri del secondo concilio di Nicea nel 787. Nicola assistette al primo dei due concili di Costantinopoli dell'869-870 e dell'879-880, mentre Giovanni prese parte al secondo.
Dal XIX secolo Docimio è annoverata tra le sedi vescovili titolari della Chiesa cattolica; la sede è vacante dal 14 gennaio 1983.

## Cronotassi

### Vescovi greci
- Antonio † (menzionato nel 343/344)
- Eustazio † (menzionato nel 431)
- Eustochio † (prima del 448 - dopo il 451)
- Massimione † (V secolo)
- Giovanni I † (V/VI secolo)
- Leone † (menzionato nel 787)
- Nicola † (menzionato nell'869)
- Giovanni II † (menzionato nell'879)

### Vescovi titolari
- Joaquín Felipe Oláiz y Zabalza, O.F.M.Cap. † (20 luglio 1914 - 8 dicembre 1945 deceduto)
- Wacław Majewski † (7 maggio 1946 - 14 gennaio 1983 deceduto)